# 빅 맘 해적단
빅 맘 해적단(Big Mom Pirates, ビッグ・マム海賊団)은 일본 만화 및 애니메이션 《원피스》에 등장하는 사황 빅 맘(샬롯 링링)이 이끄는 가상의 해적단이다.

## 멤버

### 선장
샬롯 링링(통칭 '빅 맘(Big Mam)' , '강철 풍선', '악신', '오이란 오링')
성우 : 후지타 토시코 → 코야마 마미
성우 : 이미나(애니원)
빅 맘 해적단의 선장이자 토트랜드 여왕. 사황중 한 명이자 과거 록스 해적단의 선원이다. '빅 맘'이라는 별명답게 몸집이 매우 거대하며, 링링의 자식들을 비롯한 부하들은 링링을 '마마'라고 부른다. 故흰 수염(에드워드 뉴게이트)이 정상결전에서 사망한 후 그를 대신해 매달마다 10톤의 캔디를 조공으로 받겠다는 조약 하에 어인섬을 보호하고 있다. 달콤한 과자와 사탕을 매우 좋아하며, 자신이 보호하는 섬에는 과자 공장을 세워 해적단이 먹을 과자를 생산하게 한다. 만약 과자를 생산하지 않거나 약속한 양에 미달할 경우에는 그 섬을 통째로 괴멸시켜 버리며 식욕에 극에 달할시에는 선원을 잡아먹기까지한다. 사람의 영혼을 주고받을 수 있는 소울소울 열매의 능력자이자, 왼손에는 '뇌운' 제우스, 오른손에는 '태양' 프로메테우스로 날씨를 자유롭게 다룰 수가 있다. 이 능력으로 주민들로부터 일종의 세금으로서 매년 두 달치씩 수명을 받아 섬 안의 동·식물과 사물에 주입하였다. 그리하여, 말을 하거나 움직일 수 있는 '호미즈'란 생명들을 만들어왔다. 롤링 해적단의 선장 로라의 어머니라는 추측이 일반적으로 제기되었고, 835화에서 확정되었다. 산하 해적단으로는 징베가 이끄는 태양 해적단과 초신성 중 한 명인 카포네 벳지가 이끄는 파이어 탱크 해적단이 있다.  43명의 남편과 아들 46명, 딸 39명, 총 85명의 자식들을 두고 있다. 자신의 자식들을 해적이나 군대와 결혼시킴으로써 산하 세력을 늘려 왔다. 또한 제르마 66의 과학력을 빼앗으려고, 상디와 푸딩의 결혼식을 진행했으며, 결혼식 때는 빈스모크 가문을 몰살시키려는 계획까지 세웠다. 밝혀진 빅 맘의 약점은 먹을 때 내는 짜증과 또 다른 발작과 깨진 故 마더 카르멜 사진을 보며 충격을 받으며 '패왕색' 패기를 발성한다. 이후에는 카포네 벳지가 이끄는 파이터 탱크 해적단이 상디 와 푸딩, 시폰이 함께 만든 케이크를 해적선에 싣고 자신을 유인 한다. 그러자 프로메테우스를 타고 파이어 탱크 해적단을 쫓는다. 계속 유인 당하는 사이 너무 케이크를 먹고 싶어 굶주린 나머지 몸이 삐쩍 마른 상태까지 된다. 이후, 푹신푹신 섬 빅 맘 사이드에서 상디와 푸딩이 만든 케이크를 먹고 눈물을 흘리며 감동을 받고 원래 모습으로 돌아온다. 그 이후에는 제우스를 되찾고, 루피에게 복수를 하려 와노쿠니에 왔지만, 백수 해적단 간부 중 한 명인 킹이 빅 맘 해적선을 기습 공격하는 동시에 배가 침몰되면서 바다에 빠지고 만다. 이후, 바닷물에 휩쓸려 해변가에 의식을 잃고 쓰러진 자신을 쵸파가 우연히 발견하고, 놀라지만 기억상실에 걸려 현재는 자신이 누군지도 모르는 상태다.  현상금 43억 8800만 베리.(5살 때 5천만 베리 →  5억 베리 → 현재 43억 8800만 베리.)

### 샬롯 패밀리

#### 자녀

##### 아들
샬롯 페로스페로
샬롯 카타쿠리
샬롯 다이후쿠
일본판 성우 : 사쿠야 슌스케
한국판 성우 : 김진홍(애니원), (애니박스)
샬롯 가의 3남이자 콩 대신. 램프램프 열매의 램프 인간이다. 카타쿠리와 똑같이 생일은 11월 25일, 나이는 48세. 현상금은 3억 베리.
샬롯 오븐
일본판 성우 : 키무라 마사후미
한국판 성우 : 이승행
샬롯 가의 4남이자 노릇노릇 대신. 초인계인 열열 열매의 고열 인간 능력자이다. 현상금은 3억 베리. 생일은 11월 25일. 나이는 48세로 카타쿠리, 다이후쿠와 똑같은 날에 태어난 동갑이다. 빅 맘에게 먹일 케이크를 갖고 온 푸딩과 시폰이 빅 맘한테 가려는 순간 시폰을 납치하여 죽이려는 상디와 갑자기 나타난 파운드의 공격에 나가 떨어지게 되지만, 자신을 공격한게 파운드가 아닌 걸 알고는 파운드에게 주먹을 날리게 된다. 그리고는 다시 한번 시폰을 찾아 죽이려 하지만, 멀리서 벳지의 배가 들어오면서 배 안에서 벳지가 쏜 총에 맞게 된다. 그리하여, 벳지의 배를 두 손으로 막아보지만, 배가 오븐을 그냥 밟고 지나가 바닥에 짜부러지는 신세가 된다. 이후, 분노한 나머지 자신의 열열 열매 능력을 이용해 카카오 섬을 탈출하는 벳지가 도망 못치게 바다를 뜨겁게 만들지만, 갑자기 뒤에서 자신의 머리를 몽둥이로 내려친  파운드의 목을 검으로 참수한다.  이후에는 브륄레에게 업힌 상태에서 미러 월드 안에서 탈출하는 루피와 페콤즈를 주먹으로 공격하지만, 자신을 비롯한 빅 맘 해적단 앞을 가로 막은 제르마 66에게 모두 당하고 만다. 나중에는 징베를 포함한 밀짚모자 해적단을 입안에 넣고 바다속에서 홀케이크 아일랜드를 탈출을 시도하는 와다츠미를 열열 열매 능력으로 불로 태우면서 바다에 가라앉힌다. 이후, 브륄레에게 카타쿠리가 루피에게 패했다는 말을 듣고 분노한 후, 카타쿠리와의 전투에서 승리한 루피를 데리고 사우전드 써니 호로 향하던 상디를 검을 휘두르는 순간, 갑자기 나타난 이치디의 '스파킹 발키리'에 의해 자신을 포함한 빅 맘 간부들이 이치디의 공격에 당하고 만다.
샬롯 오페라
일본판 성우 : 카와하라 요시히사
한국판 성우 : 김민주
샬롯 가의 5남이자 생크림 대신으로 크림크림 열매 능력자. 첫 등장은 모스카토가 빅 맘에게 수명을 빼았기는 순간 동생 가렛, 몽도르와 함께 등장. 크래커가 처참한 모습으로 성에 배달되자 밀짚모자 루피가 근처에 있다는 것을 짐작해 복수의 군단에 합류한다. 붙잡힌 몽키 D. 루피와 나미를 감시하던 중 징베에게 공격당한다. 873화에서 케이크가 먹고 싶어해 발작을 일으킨 빅 맘에게 수명을 빼았겨 사망한체 빅 맘에게 붙잡힌 상태에서 내동댕이 쳐친다.
샬롯 카운터
일본판 성우 : 코야마 츠요시
한국판 성우 : 박성영
샬롯 가의 6남이다. 샬롯 오페라의 쌍둥이 동생 중 하나이며 나이는 46세이다.
샬롯 카덴차
일본판 성우 : 쿠와하라 토시야키
한국판 성우 : 서반석
샬롯 가의 7남이다. 샬롯 오페라의 쌍둥이동생 중 하나이다. 루피와 대결 하지만, 루피가 자신의 몸에 올라타 팔로 목을 감아 조르면서 의식을 잃고 쓰러진다.
샬롯 카발레타
일본판 성우 : 카와하라 요시히사
한국판 성우 : 이창민
샬롯 가의 8남이다. 샬롯 오페라의 쌍둥이 동생 중 하나이다. 루피와 대결에서 루피의 고무고무 호크 라이플에 의해 쓰러진다.
샬롯 갈라
샬롯 가의 9남이다. 샬롯 오페라의 쌍둥이 동생 하나이자 막내다.
샬롯 크래커(통칭 '천수의 크래커')
샬롯 주코토
샬롯 가의 11남이다. 리큐르 섬을 다스리는 술 대신으로 나이는 44세이다.
샬롯 누스토르테
일본판 성우 : 나카이 카즈야
한국판 성우 : 박성영
샬롯 가의 12남이다. 제르마 66랑 싸우지만, 자신을 포함한 빅 맘 해적단은 모두 제르마 66에게 당하고 만다. 이름은 뷘드너 누스토르테에서 유래되었다. 나이는 42세이다.
샬롯 바스카르테
일본판 성우 : 후지와라 타카히로
한국판 성우 : 이승행
샬롯 가의 13남이며 나이는 42세이다. 제르마 66와 싸우지만, 자신을 포함한 빅 맘 해적단들은 모두 제르마 66에게 당하면서 전멸당한다.
샬롯 도스마르셰
일본판 성우 : 야마구치 캇페이
한국판 성우 : 정의한
샬롯 가의 14남이며 차대신. 샬롯 누스토르테, 샬롯 바스카르테와 쌍둥이 형제다.
샬롯 누아젯
일본판 성우 : 야마모토 케이이치로
한국판 성우 : 이승행
샬롯 가의 15남이며, 나이는 41세이다. 킨코 섬인 요시무나 타운을 다스리는 일을 담당하는 창고 대신이다.
샬롯 모스카토
일본판 성우 : 이치조 카즈야
한국판 성우 : 이창민
샬롯 가의 16남으로 젤라토 대신. 나이는 40세로 10녀 샬롯매쉬, 11녀 샬롯 콘스타치와 쌍둥이 남매이다. 스위트 시티를 파괴하는 빅 맘을 말렸지만, 크로캉 부슈를 너무 먹고 싶어해 발작을 일으킨 상태에서 정신을 잃은 빅 맘이 사용한 소울소울 열매 능력에 의해 40년의 수명이 빼앗겨서 사망한 줄 알았으나, 901화에서 재등장하였다.
샬롯 콤포
일본판 성우 : 후지와라 타카히로
한국판 성우 : 이승행
샬롯 가의 17남으로 파이 대신. 나이는 39세이다.
샬롯 라우린
일본판 성우 : 후지와라 타카히로
한국판 성우 : 이창민
샬롯 가의 18남이다. 나이는 39세로 17남 샬롯 콤포와 쌍둥이 형제이다.
샬롯 몽도르(통칭 '서사(書司 몽도르')
일본판 성우 : 이마루오카 아츠시
한국판 성우 : 서반석(애니원),(애니박스)
샬롯 가의 19남이자 치즈 대신. 나이는 38세. 현상금은 1억 2000만 베리. 책책 열매 능력자로 이 능력으로 책을 이용해 상대방에게 환상을 보여주거나 상대방을 책속에 영원히 가둬버리는 능력을 가지고 있다. 이 능력으로 루피와 나미를 죄수 도서실에 가두어 놓는다.
샬롯 하이팟
일본판 성우 : 후지와라 타카히로
한국판 성우 : 박성영
샬롯 가의 20남이다. 커다란 몸집이 특징. 나이는 36세로 21남 샬롯 태블릿과 쌍둥이 형제이다.
샬롯 태블릿
일본판 성우 : 야오 카즈키
한국판 성우 : 정의한
샬롯 가의 21남이며, 토핑 대신이다. 나이는 36세이다.
샬롯 산마르크
일본판 성우 : 류타니 오사무
샬롯 가의 22남이며, 에센스 대신이다. 나이는 34세이다.
샬롯 바산즈
샬롯 가의 23남이다. 나이는 34세로 샬롯 산마르크와 쌍둥이 형제이다.
샬롯 다쿠아즈
샬롯 가의 24남이며, 잼 대신. 나이는 32세이다.
샬롯 스낵
일본판 성우 : 사이토 지로
한국판 성우 : 최현수
샬롯 가의 25남이며, 튀김 대신. 나이는 30세. 前 4장성 중 한 명이다. 등 뒤에 크고 기다란 검을 차고 있으며, 과거에는 초신성 중 한 명인 '괴승' 우루지와 대결에서 패배한 전적이 있다. 현상금은 6억 베리.
샬롯 바바로아
일본판 성우 : 타케우치 료타
한국판 성우 : 정의한
샬롯 가의 26남이며 샬롯 스낵과 쌍둥이 형제 관계이다. 죄수복 같은 복장에 흰 망토를 걸쳤으며, 양손에는 권투 글러브를 끼고 있다. 센고쿠처럼 턱수염을 땋았다.
샬롯 칸텐
샬롯 가의 27남이며 우무 대신이다. 나이는 28세.
샬롯 카토우
일본판 성우 : 히라이 케이지
한국판 성우 : 정의한
샬롯 가의 28남이며 씨앗 대신. 나이는 28세로 샬롯 칸텐의 쌍둥이 형제 관계이다.
샬롯 몽브
샬롯 가의 29남이다. 나이는 28세로 샬롯 칸텐, 샬롯 카토우와 쌍둥이 형제 관계이다.
샬롯 시부스트
일본판 성우 : 하라마키 코지
한국판 성우 : 김진홍
샬롯 가의 30남으로 믹스 대신. 나이는 27세이다.
샬롯 모빌
일본판 성우 : 카와하라 요시히사
한국판 성우 : 김진홍
샬롯 가의 31남으로 취미 대신. 수장족 혼혈. 나이는 25세로 24녀 샬롯 마블, 25녀 샬롯 뮤클과 쌍둥이 남매 관계이다.
샬롯 브라우니
일본판 성우 : 미야자키 히로무
샬롯 가의 32남이다. 나이는 24세이고 이름은 브라우니에서 유래되었다.
샬롯 레잔
일본판 성우 : 아자카미 요헤이
한국판 성우 : 이창민
샬롯 가의 33남이다. 처음으로 등장시에는 크래커의 복수하기 위해 분노의 군단에서 모습을 보여주었으며, 이후, 894화에서 빅 맘의 33남이라는게 밝혀짐. 노란색 긴 머리에 허리 옆에 검을 차고 있음. 지붕 위에 올라온 루피를 검으로 공격하려는 순간 상디의 발차기에 의해 당하고 만다.
샬롯 마스카르포네
성우 : 누마타 유스케
성우 : 박성영
샬롯 가의 34남이며, 29녀인 조스카르포네랑 남녀 쌍둥이다. 목이 긴 사수족이다.
샬롯 유엔
성우 : 나루세 마코토
성우 : 장서화
샬롯 가의 35남이다. CP9 기술인 육식 중에 월보를 사용할 수 있다. 월보로 공중에서 루피와 상디를 공격하는데 성공하지만, 이후 자신 앞에 나타난 욘디에게 당하고 만다.
샬롯 뉴이치, 샬롯 뉴지, 샬롯 뉴산, 샬롯 뉴시, 샬롯 뉴고
샬롯 10쌍둥이에 해낭하는 36남~40남 형제들이다. 나이는 모두 18세로, 이중 샬롯 뉴산은 몸집이 큰 편이다.
샬롯 누가
일본판 성우 : 아라이 소타
한국판 성우 : 최현수
샬롯 가의 41남이며, 나이는 17세이다.
샬롯 앙글레
일본판 성우 : 키쿠치 마사미
한국판 성우 : 박성영
샬롯 가의 42남이며, 나이는 14세이다.
샬롯 윌로
샬롯 가의 43남이며, 사수족 혼혈. 나이는 12세이다.
샬롯 다저
샬롯 가의 44남이며, 어인족 혼혈. 나이는 11세이다.
샬롯 돌체 & 샬롯 드라제
성우 : 히비 아이코, 김은연(돌체) / 모리시타 유키코, 이다은(드라제)
샬롯 가의 45남, 46남이며, 나이는 9살이다. 풍선을 타고 날아다니는 몸집이 작은 쌍둥이 형제다.

##### 딸
샬롯 콩포트
일본판 성우 : 킨게츠 마미
한국판 성우 : 원에스더
샬롯 가의 장녀이자 과일 대신. 나이는 49세. 엄마인 빅 맘 못지않게 덩치가 크며 코가 작다는 점을 제외하면 엄마인 빅 맘과 외모가 동일하다.
샬롯 몽드
일본판 성우 : 사이토 키미코
한국판 성우 : 원에스더
샬롯 가의 차녀이다. 모든 말의 끝부분에다가 '몽드'라는 말을 붙여 말한다. 샬롯 아망드, 샬롯 애쉬, 샬롯 에필레와 쌍둥이 자매 관계이다. 나이는 47세.
샬롯 아망드(통칭 '귀부인')
일본판 성우 : 미즈타 와사비
한국판 성우 : 이다은(애니박스)
샬롯 가의 3녀이다. 너츠 섬을 담당하고 있다. 나이는 47세.
샬롯 애쉬
샬롯 가의 4녀이다.
샬롯 에필레
일본판 성우 : 히비 아이코
한국판 성우 : 손선영
샬롯 가의 5녀이다. 동생인 브륄레를 업고 도망치는 루피를 향해 총을 마구 쏘지만, 루피가 쏜 총알들을 배로 부풀려 에필레에게 답례 파이어로 공격을 퍼부었다.
샬롯 커스터드
일본판 성우 : 카노 유이
한국판 성우 : 손선영
샬롯 가의 6녀이다. 나이는 45세로 7녀 샬롯 엔젤, 10남 샬롯 크래커와 쌍둥이 남매 관계이다.
샬롯 엔젤
샬롯 가의 7녀이다. 나이는 45세.
샬롯 브륄레
일본판 성우 : 미타 유코
한국판 성우 : 이소영(애니원),(애니박스)
샬롯 가의 8녀. 나이는 43세. 얼굴에 큰 흉터를 갖고 있으며, 이것에 대한 콤플렉스가 있는지 미녀를 괴롭히는 것을 좋아한다. 거울을 만들어서 모든 것을 복사시킬 수 있는 '미러미러 열매'의 능력자이다. 이 능력을 사용해, 토니토니 쵸파와 캐럿을 자신의 몸 속에 있는 '미러 월드'에 가둬두지만, 지붕 위에 숨어있던 진짜 캐럿과 괴물 폭주로 변한 토니토니 쵸파의 공격에 의해 쓰러진다.  그 이후에는 루피와 대결에서 패한 카타쿠리를 미러 월드 안에서 치료를 해준다.
샬롯 브로에
샬롯 가의 9녀이다. 샬롯 브륄레의 쌍둥이 동생이며 나이는 43세이다. 키보 섬을 다스리는 머랭대신이다.
샬롯 매쉬
샬롯 가의 10녀이다. 나이는 40세로 16남 샬롯 모스카토, 11녀 샬롯 콘스타치와 쌍둥이 남매 관계이다.
샬롯 콘스타치
샬롯 가의 11녀이다. 나이는 40세. 사랑섬을 다스리고 있는 애정 대신이다.
샬롯 모차르트
샬롯 가의 12녀이다. 나이는 37세. 샬롯 마르니에와 쌍둥이 자매 관계이다.
샬롯 마르니에
성우 : 카노 유이
성우 : 이다은
샬롯 가의 13녀이다. 자주색 파마머리를 하고 있으며, 지팡이를 갖고 있다. 나이는 37세. 샬롯 모차르트와 쌍둥이 자매 관계이다. 키보 섬을 다스리는 효모 대신이다.
샬롯 스무디
성우 카츠키 마사코
성우 김은연(애니원), (애니박스)
샬롯 가의 14녀이자 주스 대신. 나이는 35세. 자신의 몸이나 상대를 쥐어짜서 체액을 짜낼 수 있는 즙즙 열매 능력자이다. 894화에서는 즙즙 열매 능력으로 모든 수분을 빨아드린 다음 자신의 몸을 거대화 시킬 수 있다. 보아 행콕, 니코 로빈과는 스타일은 다르지만 그녀들에 필적할만큼 대단한 미녀이며 타마고 남작, 블루 길리랑 같은 긴 다리를 가진 족장족이다. 현상금은 9억 3200만 베리.
샬롯 시트론
일본판 성우 : 콘노 히로미
한국판 성우 : 이다은
샬롯 가의 15녀이다. 다리가 긴 족장족이다. 나이는 35세로 스무디의 쌍둥이 자매중 하나다.
샬롯 시나몬
일본판 성우 : 스즈키 마사미
한국판 성우 : 원에스더
샬롯 가의 16녀이다. 다리가 긴 족장족이다. 나이는 35세로 스무디의 쌍둥이 자매중 하나다.
샬롯 멜리제
샬롯 가의 17녀이다. 나이는 33세.
샬롯 가렛
일본판 성우 : 마에다 아이
한국판 성우 : 강은애(애니원)
샬롯 가의 18녀이자 버터 대신. 오페라, 몽도르와 함께 첫 등장하며, 자신의 몸에서 버터를 만들어서  상대방의 손발을 못움직이게 포박할 수 있는 버터버터 열매 능력자이다. 버터를 사용하여 크리마 택트를 사용하려는 나미의 두 손을 포박해린다. 나이는 31세. 19녀인 푸아르와 쌍둥이이다.
샬롯 푸아르
일본판 성우 : 레이미
한국판 성우 : 원에스더
샬롯 가의 19녀이자 18녀 버터 대신인 가렛과 쌍둥이 자매이다. 팬더 모양의 모자를 썼으며, 같은 아버지를 두고 있다.
샬롯 프림(문어 반인어)
샬롯 가의 20녀이자 21녀 샬롯 프랄리네와 쌍둥이 자매이다. 나이는 29세.
샬롯 프랄리네(귀상어 반인어)
샬롯 시폰
로라
샬론 마블
샬롯 가의 24녀이다. 나이는 25세로 31남 샬롯 모빌, 25녀 샬롯 뮤클, 26녀 샬롯 메이플과 쌍둥이 남매이다. 수장족 혼혈.
샬롯 뮤클
일본판 성우 : 이시바시 모모
한국판 성우 : 이다은
샬롯 가의 25녀이며, 수장족 혼혈. 나이는 25세이다.
샬롯 메이플
샬롯 가의 26녀이며 수장족 혼혈. 덩치가 큰 편이다. 나이는 25세.
샬롯 조콘도
일본판 성우 : 우시다 히로코
한국판 성우 : 정현
샬롯 가의 27녀이다. 소인족처럼 키가 작으며, 말을 타고 있다. 나이는 23세이다.
샬롯 판나
샬롯 가의 28녀이다. 나이는 21세.
샬롯 조스카르포네
일본판 성우 : 야마구치 유리코
한국판 성우 : 김은연
샬롯 가의 29녀이며, 34남인 마스카르포네랑 남녀 쌍둥이다. 목이 긴 사수족이다. 나이는 20세.
샬롯 나츠메그, 샬롯 아키메그, 샬롯 올메그, 샬롯 하루메그, 샬롯 후유메그
샬롯 가의 30녀~34녀에 해당하는 샬롯 10쌍둥이 중의 자매들이다. 나이는 모두 18세이다.
샬롯 푸딩
샬롯 플랑페
성우 : 사이토 치와
성우 : 손선영
샬롯 가의 36녀이자 자신의 오빠인 카타쿠리를 너무 좋아하는 나머지 카타쿠리 팬내클럽을 만들어 회장 겸 특공대장을 맡고 있다. 나이는 15세이며, 로쿠미쯔 섬을 다스리는 벌꿀대신이다. 늘 풍선껌을 씹고 있다. 미러 월드 안에서 루피와 카타쿠리가 싸움하는 도중 자신이 입으로 마비침을 불어 루피 다리 한 쪽에 명중시켜 일어서질 못해 카타쿠리가 휘두른 창에 옆구리를 찔리는 모습을 보고는 부하들과 웃으면서 좋아한다. 하지만, 다시 일어선 루피를 마비침으로 공격하는 순간 루피가 무의식으로 자신의 마비침을 피하는 동시에 쓰러지는 모습을 보고는 부하들과 함께 웃으면서 좋아하며, 자신에게 다가오는 카타쿠리에게 다가가지만 분노한 카타쿠리가 모구라로 자신의 옆구리를 찌르는 동시에 가려졌던 입을 보이자 놀라며 도망친다. 그리고는 카타쿠리 모습에 실망한 플랑페는 풍선뱀장어라며 카타쿠리를 놀리면서 부하들에게 사진을 찍으라고 명령하는 동시에 루피와 카타쿠리가 패왕색 패기를 발동시키자 자신을 비롯한 자신의 부하들과 같이 입에 거품을 물며 의식을 잃고 쓰러진다.
샬롯 웨하스
샬롯 가의 37녀이다. 나이는 13세.
샬롯 노르망디
샬롯 가의 38녀이다. 나이는 10세로 소인족 혼혈.
샬롯 아나나
일본판 성우 : 오오조라 나오미
한국판 성우 : 강은애
샬롯 가의 39녀이며 나이는 8세이다. 샬롯 가 내에서 최연소이자 막내이다.

### 간부 및 산하
페콤즈
타마고 남작
보빈(통칭 '처리업자 보빈')
성우 : 요나가 츠바사
성우 : 신경선(애니원)
빅 맘 해적단의 선원 겸 전투원(비숍). 몸집이 꽤 작으나 등에 매우 큰 칼을 메고 있고 가면 같은 것으로 얼굴을 가리고 있다. 첫 등장할 때에 마마의 명령을 받고 과자를 주지 않은 어느 섬을 파괴해 버렸다며 보고를 하였다. 몸을 이쪽저쪽 갸우뚱하면서 입에서 초음파를 쏴 적을 잠들게 할 수가 있다. 홀케이크 아일랜드 성 내부 안에서 상디가 가져온 바구니 안에 고기를 꺼내 먹으려는 순간 상디의 발차기에 의해 나가떨어진다. 이후, 자신을 발로 찬 상디의 뒤를 따라가는 중, 자신을 습격한 비토가 쏜 총을 맞고 쓰러진다. 현상금은 1억 550만 베리.
카포네 벳지(통칭 '갱 벳지')
징베
랜돌프(통칭 '크레인 라이더'[학기사])
성우 : 서반석
빅 맘의 소울소울 열매로 만든 토끼형태의 호미즈 중 한 명이다. 두루미를 타고 다니면서 기다란 마름모 형의 창을 가지고 다닌다.
슈트로이젠(통칭 '미식기사')
성우 : 조 하루히코
빅 맘 해적단의 총요리장이며, 모든 것을 '식재료'로 바꿀 수 있는 쿡쿡 열매 능력자이다. 빅 맘(샬롯 링링)을 해적의 길로 이끈 장본인으로 빅 맘 해적단의 첫번째 선원.
故 킹 바움
성우 : 김민주(애니원),(애니박스)
빅 맘의 소울소울 열매로 만든 거대한 나무 호미즈이다. 브륄레와 함께 유혹의 숲을 담당하고 있었지만,  루피일행들을 태우고 홀케이크 아일랜드를 탈출하는 도중에 제우스를 타고 뒤를 쫓아온  빅 맘이 휘두른 나폴레옹 검에 의해 머리 일부분이 잘리는 위기에 맞게 되고, 이후, 계속 달리던 도중 빅 맘을 배신한 죄로 분노한 프로메테우스에 의해 불에 타버려 없어져 버리게 된다.
홀케이크 아일랜드 31명의 요리장들
빅 맘의 케이크를 만드는 요리장들이다. 카카오 섬 '쇼콜라 타운'의 과자공장에서 푸딩과 함께 빅 맘의 케이크를 만들었다.

## 관련 인물
파운드
성우 : 키쿠치 마사미, 박성영(애니원),(애니박스)
샬롯 링링의 前 남편이자 친 딸로는 시폰과 로라가 있지만, 태어나자마자 바로 버려진 신세가 되었다. 나이는 48세. 홀케이크 아일랜드 외곽의 숲에 몸이 묻혀 있었지만, 몽키 D. 루피와 나미에게 모든 정보를 불어주자 갑자기 나타난 샬롯 크래커에게 머리채가 잡힌 채 뽑히고 만다. 루피가 크래커를 쓰러뜨린 뒤 다시 등장하여 빨리 도망쳐야 한다고 알리지만, 루피와 나미는 이를 거절하는 바람에 혼자만 도망친다. 이후, 빅 맘에게 먹일 케이크를 실고 가려는 벳지의 배를 침몰시키려는 오븐을 뒤에서 오븐의 머리를 몽둥이로 내려친 후에, 자신이 대신 희생에 오븐이 휘두른 검에 의해 참수당하지만 놀랍게도 '갱' 벳지의 오마이 패밀리 편 29화 983화 표지에서 살아있는 게 확인되었다.
故 카르멜(통칭 '마더' , '시스터']
성우 : 히라노 후미 / 차명화
링링의 양엄마이자 수녀이다. 나이는 80세.(실종 당시) 소울소울 열매의 원래 주인이며, 링링을 포함한 신분을 가리지 않고 부모가 없는 아이들을 돌보는 일을 하고 있었다(사실 고아 판매상이다.) 링링의 유일한 약점이다.